# George W. Clarke
George Washington Clarke, född 24 oktober 1852 i Shelby County, Indiana, död 28 november 1936 i Adel, Iowa, var en amerikansk republikansk politiker. Han var Iowas viceguvernör 1909–1913 och guvernör 1913–1917.
Clarke avlade juristexamen vid University of Iowa och arbetade sedan som advokat i Adel i Iowa. År 1900 blev han invald i Iowas representanthus där han satt i åtta år, varav de fyra sista åren som talman.
År 1909 efterträdde Clarke Warren Garst som Iowas viceguvernör. Fyra år senare efterträdde han sedan Beryl F. Carroll som guvernör och efterträddes 1917 i det ämbetet av William L. Harding. Clarke avled 1936 och gravsattes i Adel.